# ŽNK Viktorija Slavonski Brod
Der ŽNK Viktorija Slavonski Brod ist ein kroatischer Frauenfußballverein aus Slavonski Brod.

## Geschichte
Der Verein wurde 1994 gegründet. Nach mehreren Jahren in den unterklassigen Ligen stieg er zur Saison 2002/03 erstmals in die oberste kroatische Frauenfußballliga 1. HNLŽ auf. Das Team etablierte sich schnell und erreichte dort 2004/05 den 2. Platz. Diese Erfolge wiederholten sich 2008/09 und 2009/10. Im kroatischen Pokal erreichten die Frauen 2006/07 erstmals das Finale, verloren das Spiel aber gegen den Seriensieger ŽNK Osijek.

## Erfolge
- Vizemeister: 2004/05, 2008/09, 2009/10
- Pokalfinalist Kroatien: 2006/07